# 天津市人民政府办公厅
天津市人民政府办公厅是协助天津市人民政府领导人处理市政府日常工作的机构。

## 主要职责
- 组织起草审核以市政府或市政府办公厅名义发布的文件
- 就各区县、各部门提出的请示事项提出拟办意见
- 负责市政府会议安排
- 督促各区县、各部门贯彻落实中央文件精神
- 负责人大代表、政协委员提案、议案的督促办理
- 调研收集信息
- 协调大型活动
- 市政府值班工作
- 承担市应急委日常工作，组织编制突发公共事件应急预案
- 负责政府门户网站的信息维护和管理
- 指导、推进市政府系统电子政务工作等。[1]